# ローダルベン
ローダルベン (独: Rodalben) はドイツ連邦共和国 ラインラント＝プファルツ州ズュートヴェストプファルツ郡の市。ローダルベン連合自治体 (独: Verbandsgemeinde Rodalben) の行政庁所在地となっている。
プファルツの森、ピルマゼンスの北東約5kmに位置する。

## 歴史
ローダルベンはケルト系の部族により造られ、1237年には"Meyerhof"として文献に出てくる。何世紀にもわたって農民が暮らす街であった。
地名の由来については不明であるが、語中のalb(alben)はケルト語で川や小川を意味する。